# 1974 Caupolican
Az 1974 Caupolican (ideiglenes jelöléssel 1968 OE) a Naprendszer kisbolygóövében található aszteroida. Carlos Torres, S. Cofré fedezte fel 1968. július 18-án.